# Bernard Fournier (poète)
 (juin 2024).
Si vous disposez d'ouvrages ou d'articles de référence ou si vous connaissez des sites web de qualité traitant du thème abordé ici, merci de compléter l'article en donnant les références utiles à sa vérifiabilité et en les liant à la section « Notes et références ».
Pour les articles homonymes, voir Bernard Fournier et Fournier.
Bernard Fournier, né le 20 septembre 1952, est un poète français.

## Biographie
Né en 1952 de parents aveyronnais, Bernard Fournier a passé son enfance à Aulnay-sous-Bois (Seine-Saint-Denis). Après des études fort médiocres, il parvient à devenir professeur de lettres modernes en Picardie, avec l’Agrégation en fin de carrière.
C’est la poésie qui le pousse, vers l’âge de vingt ans, à interroger les Lettres, la culture et son histoire.
Il crée une revue Poésie-en-Valois, en lien avec Horizons 21 de Jean-Claude Bailleul.
Il passe ainsi un Doctorat sur l’œuvre de Guillevic, qui l’introduit dans les cercles parisiens : poètes (Monique W. Labidoire, Daniel Leuwers), revues (Sud, Le langage et l’homme, Les Saisons du poème) et cénacles (Le Mercredi du poète qu’il sera amené à diriger seul de 2009 à 2019).
Il rédige nombre de notes de lectures et d’études sur les poètes contemporains : Frédéric Jacques Temple, Marc Alyn. Gabrielle Althen, Marie-Claire Bancquart, André Chédid, Georges Emmanuel Clancier, Richard Rognet, Danièle Corre, Jacques Darras, Pierre Dhainaut, Alain Duault, Max Alhau, Patrick Quillier, Guy Goffette, Vénus Khoury-Ghata, Jean-Pierre Lemaire, Nimrod, Jean Orizet, Pierre Oster, Lionel Ray, Nohad Salameh, Alexandre Voisard, entre autres.
À la suite de son épouse Josiane Fournier (1948-2009), il écrit de nombreux articles sur l’œuvre d’Audiberti.
Il a été grâce à Marc Alyn chroniqueur à Aujourd’hui poème (2004-2008).

## Fonctions
- Président de l’Association des Amis de Jacques Audiberti[2].
- Président du Cercle Aliénor[3]
- Secrétaire Général de l’Académie Mallarmé[4].
- Membre de la Société des Lettres de l’Aveyron[5].
- Secrétaire du comité de rédaction de la revue Poésie/ Première[6].

## Publications
Essais
- Modernité de Guillevic, réflexions sur la création dans l’œuvre de Guillevic, Lille, Presses Universitaires du Septentrion, coll. Thèse à la carte, 1998.
- Le Cri du chat-huant, le lyrisme chez Guillevic, essai, L’Harmattan, mai 2002.
- L'Imaginaire dans la poésie de Marc Alyn, L’Harmattan, 2004.
- Métamorphoses d’Audiberti, une biographie, 1899-1965, Le Petit pavé, 2020
- Histoire de l’Académie Mallarmé 1913-1993, Le Petit Pavé, 2016
- Audiberti et le cinéma, Quidam 2023

Colloques
- Lectures de Guillevic, approches critiques, textes réunis par Sergio Villani, Paul Perron et Pascal Michelucci, Actes du colloque de Toronto du 17 au 19 mai 2001, Universités de Toronto et de York, éd. Legas, Toronto, Canada, 2002.
- Guillevic, La Passion du monde, Actes du colloque international de poésie, les 24 et 25 mai 2002, Université d’Angers, Centre d’Études et de recherche sur Imaginaire, Écritures et Cultures, textes réunis par Jacques Lardoux, Presses de l’Université d’Angers, janvier 2004.
- Paroles et musiques, organisée par l’Association des Amis de Jacques Audiberti, à la Société des Gens de Lettres, Hôtel de Massa, 2005.
- Guillevic maintenant, (Dir. Avec Michael Brophy) Actes du colloque de Cerisy-la-Salle, 2009, Champion 2011.
- "Savant cinéma". Lieux, itinéraires, expérimentations et réalisations autour de 1945, colloque « Savant cinéma » à Nanterre, juin 2021.
- Spectres de Mallarmé, sous la direction de Bertrand Marchal, Thierry Roger et Jean-Luc Steinmetz, coll. « Les colloques de Cerisy », Actes du colloque de Cerisy-la-Salle (3-10 juillet 2019), Hermann, 2021.

Poésie
- Marches, Librairie Galerie Racine, 2005[7].
- Marches II, suivi d’une lecture de Pierre Oster, Le Manuscrit, 2008[8].
- Promesses, Encres vives, 2010.
- Maison des ombres, avec des encres de Jacques Destoop, L’Harmattan, 2010[9],[10].
- Marches III, Aspect, 2011[11],[12].
- Lire les rivières, précédé de La Rivière des parfums, Aspect, 2017[13],[14],[15].
- Hémon, suivi d’Antigone, Silences, Loin la langue, La Feuille de thé, 2019[16]
- Vigiles des villages, Prix Troubadours de la revue Friches, 2020[17],[18],[19],[20],[21],[22]
- Dits de la Pierre, La Feuille de thé 2022, Prix Louise-Labé 2023[23],[24],[25],[26],[27],[28],[29],[30],[31]

Romans
- Privé du sonnet, col. Histoire en histoires, Les Amis du Vieux Villeneuve-sur-Yonne, 2017
- Un amour de Bussy, col. Histoire en histoires, Les Amis du Vieux Villeneuve-sur-Yonne, 2022.

Anthologies
- Anthologie de langue française, anthologie thématique, Orizet (dir.), Cherche midi, 2013.
- Liberté de créer, liberté de crier contre les censures visibles et invisibles, Coulmin (dir.), Anthologie du PEN Club, Les Écrits du nord-Éditons Henry, février 2014.
- Académie Mallarmé et le Bel aujourd’hui, anthologie Beausoleil et Sylvestre Clancier (Dir.), choix de Bernard Fournier, in Lèvres urbaines, n° 50, mai 2018.
- L’Eau entre nos doigts, Claudine Bertrand (Dir.), Les Écrits du Nord/ éd. Henry, mai 2018.
- Résister, anthologie de poésie latino-américaine 2020, bilingue espagnol-français, Centres PEN d’Amérique latine, dirigée par Rocio Duran-Barba, avec la collaboration du PEN France, Les Écrits des Forges, octobre 2019.

Livres d’artistes
- Je dis clématite, livre illustré de peintures originales de Jean-Marc Brunet, éd. Le Livre pauvre, six exemplaires originaux hors commerce, 2012.
- S’il arrive qu’un étranger, livre d’artiste avec Luc Démessy, de la collection « Bandes d’artistes » n° 34, éditions Lieux-dits, juin 2018.
- Hémon, livre d’artiste avec des gravures de Valérie Honnart, éditions de la Feuille de thé, 2018.
- Je te raconterai la pluie, livre d’artiste avec Maria Desmée, HC, 2019.
- Enfant-soleil, livre d’artiste avec Maria Desmée, HC, 2019.
- Pierres, livre d’artiste, poème accompagné de cinq linogravures et bois d’Hélène Baumel, tiré à 14 exemplaires, 2022.

## À propos
- Pierre Oster, "Un nouveau secret", in Bernard Fournier, Maeches II, Le manuscrit, 2008, pp. 113-115[32].
- Pierre Oster, « Un deuxième invariant, près de Bernard Fournier », in Utinam varietur, Gourcuff/ Gradenigo, avril 2012, p. 45[33].
- Michel Diaz, "Un chant d'innocence et de détresse", in Poésie-sur-Seine, "Invité d'honneur: Bernard Fournier", janvier 2022, pp. 7-13[34].
- Site de Claude Ber,[35]